# Кантон (присілок)
Канто́н (рос. Кантон, башк. Кантон) — присілок у складі Караідельського району Башкортостану, Росія. Входить до складу Новобердяської сільської ради.
Населення — 151 особа (2010; 149 у 2002).
Національний склад:
- башкири — 99 %